# Сейнер-траулер рефрижераторный типа «Альпинист» проект 503
Сейнер-траулер рефрижераторный типа «Альпинист» проект 503 (СРТ-503) — рыболовное судно, предназначенное для добычи рыбы тралами и кошельковым неводом.
СРТ-503 серийно строились на Ярославском, Волгоградском судостроительных заводах и на самом ССЗ «Ленинская кузница» в 1969—1996 гг. Также существовали модификации судна, использовавшиеся в составе ВМФ, пограничных войск и научно-исследовательского флота.

## Общее описание
СРТ-503 является однопалубным теплоходом, с полным баком, носовым расположением рубки, кормовым расположением промысловой площадки и с кормовым слипом. Жилые помещения расположены в носовой части судна, машинное отделение в средней, рыбный трюм и трюм для кошелькового невода — в кормовой.
Основные элементы и характеристики судна (применительно ко второму варианту судна):
- Длина наибольшая — 53,74 м;
- Длина между перпендикулярами — 46,20 м;
- Ширина — 10,50 м;
- Высота борта — 6,00 м;
- Осадка в грузу — 4,33 м;
- Водоизмещение полное, по грузовую марку — 1223 т;
- Дедвейт максимальный — 329 т;
- Грузоподъёмность — 160 т;
- Грузовместимость рефрижераторного трюма — 265 м³;
- Валовая/чистая вместимость — 738/221 рт;
- Скорость хода в грузу — 12,60 уз;
- Тяговое усилие при тралении на 5 узлах 13,4 — тс;
- Запасы

топлива — 195 т;
масла — 10,2 т;
питьевой воды — 17,5 т;
котельно-мытьевой — 30,6 т;
- Автономность плавания (по топливу) — 25 сут;
- Дальность плавания — 7200 миль;
- Экипаж — 23 чел.

## Энергетическая установка и пропульсивный комплекс
Энергетическая установка сейнер-траулера представляет дизель-редукторный агрегат. В качестве главного двигателя на судне установлен дизель 8NVD 48A-2U мощностью 970 кВт (1320 л. с.), при частоте вращения 428 об/мин.
Судовая автономная электростанция переменного тока напряжением 380 В состоит из трёх вспомогательных дизель-генераторов по 150 кВт, и валогенераторов постоянного и переменного тока.

## Модернизация
На базе сейнер-траулера 503 проекта также строились следующие типы судов:
- морозильный траулер типа «Андрей Смирнов» пр.503М
- ярусно-краболовное судно типа «Торный» пр.503М/К
- судно для бурения инженерно-геологических скважин типа «Диорит» пр.05031
- танкер для перевозки рыбьего жира пр.05037 (503Н)
- научно-исследовательские суда с автономными глубоководными аппаратами на борту пр.1539
- научно-исследовательское судно типа «Гидрооптик» пр.503ГОИ
- опытовое судно для ВМФ пр.05035
- средний разведывательный корабль пр.503Р
- рыбоохранные суда пр.503М/РОС, 503Н/РОС, 503М/РР

Несколько основных траулеров проекта так же были переданы для нужд ВМФ и Федеральной пограничной службы.
Судовладельцы также проводили перестройку имеющихся у них рефрижераторных сейнер-траулеров в морозильные. При перестройке бак судна достраивается в корму до портала и полностью закрывает промысловую палубу, на которой устраивается бортовой рыбцех. Промысловые механизмы переносятся вверх на достроенный участок бака, при этом зачастую вместо промысловой лебедки устанавливается сетной барабан, а ваерные лебедки переносятся в корму. Переоборудованные траулеры могут иметь производительность мороженой продукции до 30 т/сут.